# وليام دالي
ويليام مايكل دالي (بالإنجليزية: William M. Daley)‏ (ولد في 9 أغسطس 1948) هو محام أمريكي ومصرفي سابق.  شغل منصب رئيس موظفي البيت الأبيض للرئيس باراك أوباما من يناير 2011 إلى يناير 2012. كما شغل منصب وزير التجارة الأمريكي من 1997 إلى 2000 في عهد الرئيس بيل كلينتون. وشملت مناصبه في القطاع الخاص عضوية اللجنة التنفيذية لشركة جي بي مورغان تشيس وشركاه. كان مرشحا لمنصب حاكم إلينوي حتى تخليه عن السباق في 16 سبتمبر 2013.

## روابط خارجية
- وليام دالي على موقع مونزينجر (الألمانية)
- وليام دالي على موقع إن إن دي بي (الإنجليزية)